# Cobubatha
Cobubatha är ett släkte av fjärilar. Cobubatha ingår i familjen nattflyn.

## Dottertaxa tillCobubatha, i alfabetisk ordning[1]
- Cobubatha albipectus
- Cobubatha anaea
- Cobubatha balteata
- Cobubatha bipars
- Cobubatha catada
- Cobubatha catiena
- Cobubatha chihuahua
- Cobubatha coamona
- Cobubatha damozelo
- Cobubatha dimidata
- Cobubatha dreptica
- Cobubatha euproptopa
- Cobubatha flavofasciata
- Cobubatha gilda
- Cobubatha goyanensis
- Cobubatha grapholithoides
- Cobubatha hippotes
- Cobubatha hirasa
- Cobubatha icria
- Cobubatha idicra
- Cobubatha inquaesita
- Cobubatha ipilla
- Cobubatha limbatus
- Cobubatha luda
- Cobubatha luxuriosa
- Cobubatha metaspilaris
- Cobubatha millidice
- Cobubatha monada
- Cobubatha munna
- Cobubatha nubidice
- Cobubatha numa
- Cobubatha ochrocraspis
- Cobubatha olivacea
- Cobubatha orcidia
- Cobubatha orthodoxica
- Cobubatha paidica
- Cobubatha paistion
- Cobubatha periusia
- Cobubatha petulans
- Cobubatha pinax
- Cobubatha punctifinis
- Cobubatha putnami
- Cobubatha quadrifera
- Cobubatha rilla
- Cobubatha rustica
- Cobubatha scobina
- Cobubatha semipallida
- Cobubatha signiferana
- Cobubatha subterminata
- Cobubatha tortricopsis
- Cobubatha umbrifera
- Cobubatha versutus